# کارلوس مونیوز (کشتی‌گیر)
کارلوس مونیوز (انگلیسی: Carlos Muñoz؛ زادهٔ ۳ اوت ۱۹۹۲) کشتی‌گیر اهل کلمبیا است.  وی سابقه حضور در المپیک ۲۰۱۶ ریو و المپیک ۲۰۲۴ پاریس را دارد.  